# Mina Klabin Warchavchik
Mina Klabin Warchavchik (São Paulo, 3 de outubro de 1896 - São Paulo, 14 de fevereiro de 1969) foi uma cantora e paisagista brasileira. Foi pioneira no paisagismo moderno no Brasil.

## Biografia

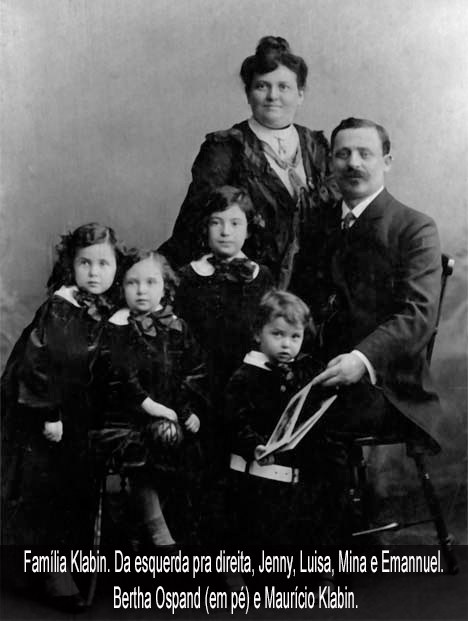
Mina Klabin com os pais e irmãos.

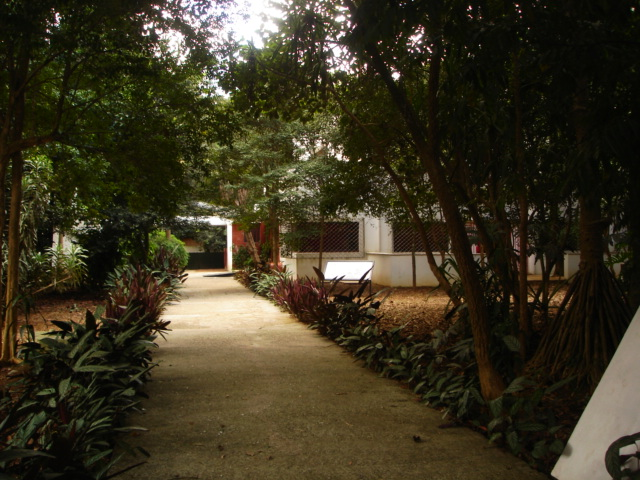
Casa Modernista de Gregori Warchavchik, com jardim de Mina Klabin Warchavchik, em 2009

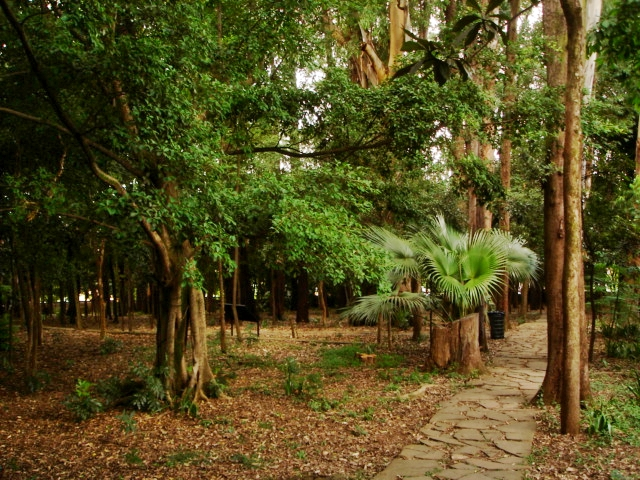
Jardim da Casa Modernista, projetado pela paisagista Mina Klabin Warchavchik

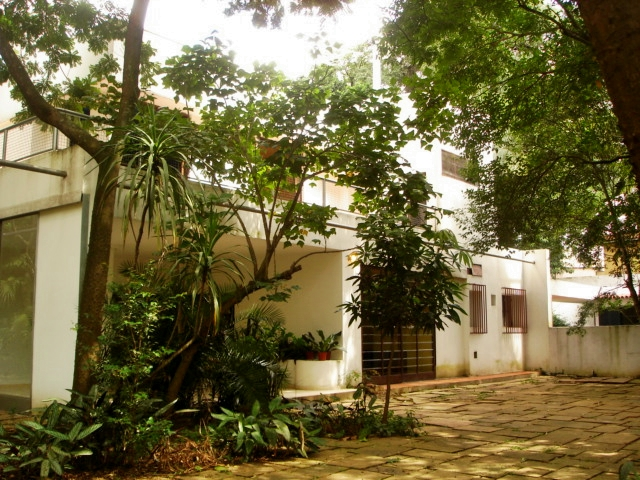
Vista da Casa Modernista em 2009

Descendente de judeus lituanos, era neta de Leon Klabin e de Chaia Sarah Papert. Filha mais velha do empresário Maurício Freeman Klabin e de Bertha Obstand. era irmã de Luisa Klabin e de Jenny Klabin Segall e prima de Horácio Lafer, Eva Klabin e de Ema Gordon Klabin. Mina casou-se com o arquiteto Gregori Warchavchik e juntos tiveram dois filhos: Mauris Klabin Warchavchik e Anna Sonia Klabin Warchavchik.
Mina Klabin foi sempre envolvida com projetos artísticos, seja na música ou na arquitetura. A orquestra do Teatro Municipal de São Paulo passou a se desenvolver a partir de 1930 por meio da Sociedade Sinfônica de São Paulo, por iniciativa de um grupo de pessoas, entre elas estavam Olívia Guedes Penteado e Mina Klabin Warchavchik.

## Paisagismo moderno
No paisagismo Mina ficou conhecida por ter sido a pioneira nos jardins tropicais no Brasil e pioneira da nova corrente de paisagismo, denominada de paisagismo moderno.
No final da década de 1920, Mina além de colaborar projetando o paisagismo do jardim da Casa Modernista da rua Santa Cruz, localizada no distrito de Vila Mariana, em São Paulo, também ajudou a financiar a construção da referida obra. O projeto de Gregori Warchavchik, que é considerada a primeira residência modernista do Brasil, é tombada pelo poder público estadual por sua importância histórica, artística e arquitetônica.